# Joannie Rochette
Joannie Rochette (Montreal, Quebec, 13 de enero de 1986) es una patinadora canadiense. En 2010 ganó la medalla de bronce en los Juegos Olímpicos de Vancouver 2010, en 2009 ganó la medalla de plata en el Campeonato Mundial de Patinaje Artístico sobre Hielo, en 2008 y 2009 ganó la medalla de plata en el Campeonato de los Cuatro Continentes de Patinaje Artístico sobre Hielo y en 2004 ganó la medalla de bronce en la final del Grand Prix de patinaje artístico sobre hielo. Ha ganado seis veces (2005-2010) el campeonato nacional de Canadá.

## Carrera

### 1999 - 2000
En la temporada de 1999 - 2000, Rochette ganó el campeonato nacional de Canadá de 2000 en el nivel principiante.
En las siguientes temporadas, Rochette debutó en el Grand Prix Júnior de la ISU. Quedó 5ª en el Júnior Grand Prix de la ISU celebrado en Francia y finalizó 4a. en el campeonato celebrado en México.

### 2001 - 2002
En la temporada 2001-2002, Rochette compitió en el Júnior Grand Prix de la ISU de 2001-2002 ganando la medalla de oro. Ganó la medalla de plata en el campeonato nacional de Canadá de 2002 en el nivel senior y clasificó para el campeonato de los cuatro continentes de patinaje artístico sobre hielo de 2002 y para el campeonato mundial junior de patinaje artístico sobre hielo. En el campeonato de los cuatro continentes (su primer campeonato senior) consiguió la 5ª posición.

### 2002 - 2003
En la temporada de 2002-2003, Rochette ganó la medalla de plata en el campeonato nacional de Canadá de 2003. Consiguió la 8ª plaza en el campeonato de los cuatro continentes de patinaje artístico sobre hielo y fue 17.ª en el campeonato mundial de patinaje artístico sobre hielo.

### 2003 - 2004

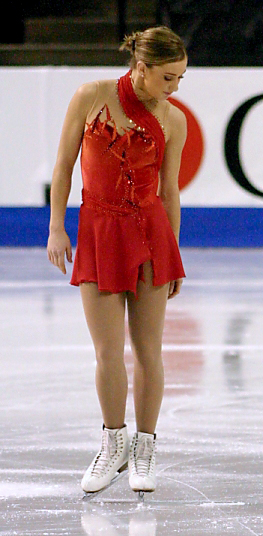
Rochette durante su programa corto en el Campeonato de los cuatro continentes de 2004

En la temporada de 2003-2004, Rochette debutó en el Grand Prix de patinaje artístico sobre hielo. Consiguió la 10.ª plaza en el Skate Canada de 2003, y 4ª en la Copa de Rusia de 2003. Compitió en el Bosfrot copa del hielo de 2003 y ganó la medalla de oro. En el campeonato nacional de Canadá ganó su segunda medalla de plata. Consiguió la 4ª plaza en el Campeonato de los Cuatro Continentes de patinaje artístico sobre hielo y subió hasta la 8ª plaza en el Campeonato Mundial de patinaje artístico sobre hielo.

### 2004-2005
En la temporada de 2004 - 2005, Rochette ganó la medalla de bronce en la Copa de China de 2004 y ganó el Trofeo Eric Bompard en 2004. En la final del Grand Prix de patinaje artístico sobre hielo ganó la medalla de bronce. Joannie ganó el Campeonato Nacional de Canadá, su primer título senior, que hizo que Joannie se convirtiera en la primera patinadora femenina que ganaba el campeonato en los tres niveles (Principiante, Junior y Senior). Su 11.ª plaza en el Campeonato Mundial de patinaje artístico sobre hielo hizo que junto con Cynthia Phaneuf de Canadá ganara dos plazas para los Juegos Olímpicos de Invierno de 2006

### 2005 - 2006
En la temporada Olímpica de 2005 - 2006, Rochette ganó la medalla de plata en el Skate Canada de 2005 y consiguió la 4ª plaza en el Trofeo Eric Bompard de 2005. Joannie ganó su segundo título consecutivo en el Campeonato Nacional de Canadá de 2006. En los Juegos Olímpicos de Invierno de 2006, Rochette consiguió la 5ª plaza. En el Campeonato Mundial de Patinaje Artístico sobre Hielo, Rochette pasó la ronda califcatoria y consiguió el 7º puesto en el programa corto y el 8º en el programa libre consiguiendo el 7º puesto en total. Rochette se cayó dos veces durante sus saltos y esto hizo que tuviera un decepcionante resultado. Joannie comunicó a la prensa que iba a seguir patinando después de los Juegos.

### 2006 - 2007
En la temporada de 2006 - 2007, Rochette ganó el Skate de Canadá de 2006 y consiguió la 4ª plaza en el Trofeo Eric Bompard, pero se quedó fuera de la ronda calificatoria del Grand Prix. En el Campeonato Nacional de Canadá de 2007, Rochette ganó su tercer título consecutivo. Ganó la medalla de bronce en el Campeonato de los Cuatro Continentes de Patinaje Artístico sobre Hielo de 2007 y consiguió la 10.ª plaza en el Campeonato Mundial de Patinaje Artístico sobre Hielo de 2007.

### 2007 - 2008
En la temporada de 2007-2008, Rochette ganó las medallas de bronce en el Skate Canadá de 2007 y en la Copa de Rusia de 2007. En el Campeonato Nacional de Canadá de 2008 ganó su cuarto títul consecutivo. Rochette ganó la medalla de plata en el Campeonato de los Cuatro Continentes de Patinaje Artístico sobre Hielo de 2008 y quedó 5ª en el Campeonato Mundial de Patinaje Artístico sobre Hielo de 2008

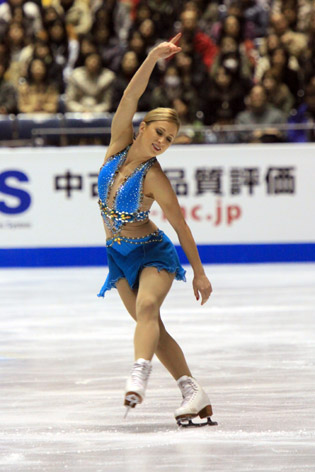
Rochette durante la final del Gran Prix

### 2008 - 2009
En la temporada de 2008 - 2009, Rochette ganó el Skate Canada y luego ganó el Trofeo Eric Bompard, derrotando a la actual campeona del Mundo Mao Asada. Se clasificó para la final del Grand Prix de patinaje artístico sobre hielo, donde consiguió la 4ª plaza. Ganó su 5º título consecutivo en el Campeonato Nacional de Canadá de 2009. En el Campeonato de los Cuatro Continentes de Patinaje Artístico sobre Hielo de 2009 ganó la medalla de plata, derrotando otra vez a Mao Asada. En el Campeonato Mundial de Patinaje Artístico sobre Hielo consiguió la medalla de plata, convirtiéndose en la primera patinadora canadiense luego de Elizabeth Manley en conseguir una medalla en el Campeonato Mundial.

### 2009 - 2010
En la temporada de 2009-2010, Rochette compitió en el Skate Canada y en la Copa de China Durante la Copa de China consiguió la 7ª plaza en el programa corto pero luego en el libre consiguió la 2ª plaza obteniendo la 3ª plaza en total. En el Skate Canada consiguió la 1ª posición en el programa corto con un récord personal de 70.00 puntos. Durante el programa libre consiguió 122.90 puntos y se llevó el oro. En la final del Grand Prix quedó 5ª.

### 2010 Juegos Olímpicos de Invierno
Rochette fue nominada para competir en los Juegos Olímpicos de Vancouver 2010 después de ganar su sexto título consecutivo en el Campeonato Nacional de Canadá de 2010 El 21 de febrero de 2010, dos días antes de empezar la competición de patinaje artístico femenino de los Juegos Olímpicos de Vancouver 2010, su madre, Thérèse Rochette, murió de un infarto agudo al miocardio en el hospital General de Vancouver antes de ir a ver la competición de su hija. A pesar de la pérdida ella compitió en los juegos olímpicos logrando 71.36 puntos en el programa corto.
Cuando se realizó el funeral de su madre, Rochette colocó su medalla de bronce encima del féretro de su madre.

## Programas

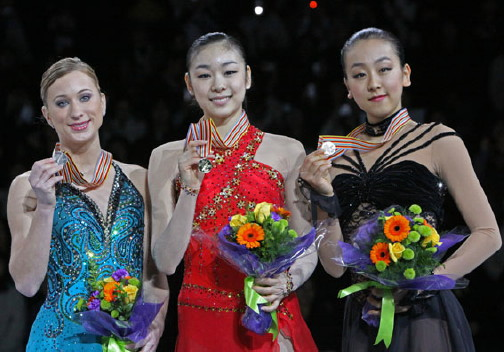
Joannie Rochette en el Campeonato de los Cuatro Continentes de Patinaje Artístico sobre Hielo de 2009

| Temporada | Programa corto                                                                  | Programa libre                                                | Exhibición                                      |
| --------- | ------------------------------------------------------------------------------- | ------------------------------------------------------------- | ----------------------------------------------- |
| 2009-2010 | La cumparsita de Gerardo Matos Rodríguez                                        | Samson et Dalila de Camille Saint-Saëns                       | Objection de Shakira Vole de Céline Dion        |
| 2008-2009 | Summertime de George Gershwin                                                   | Concierto de Aranjuez de Joaquín Rodrigo                      | Die Another Day de Madonna Objection de Shakira |
| 2007-2008 | Piano Concerto Nº 1 de Piotr Ilich Chaikovski Piano Concerto de Robert Schumann | N'as-tu pas Honte Un Grand Homme est Mort Aimer de Felix Gray | Summertime de George Gershwin                   |
| 2006-2007 | Little Wing de Jimi Hendrix                                                     | N'as-tu pas Honte Un Grand Homme est Mort Aimer de Felix Gray | Vole de Céline Dion                             |
| 2005-2006 | Like a prayer Versión instrumental de Madonna y Patrick Leonard                 | Hojas Muertas de Joseph Kosma Hymne à L' Amour de Édith Piaf  | Like a prayer de Madonna                        |
| 2004-2005 | Dumky Trio de Antonín Dvořák                                                    | The Firebird de Ígor Stravinski                               | Labour of Love de Frente!                       |
| 2003-2004 | Metamorphoses and Other Plays de Willy Schwartz                                 | Il Etait Une Fois le Diable de Ennio Morricone                | Paint It, Black de Vanessa Carlton              |

## Campeonatos

### Después de 2004

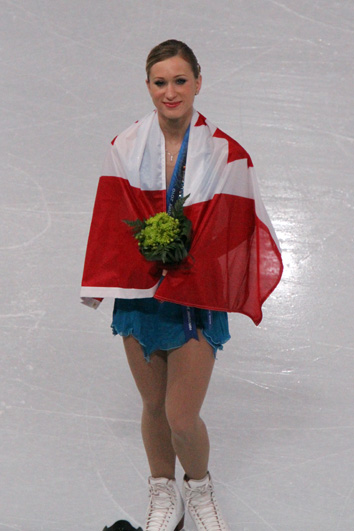
Joannie Rochette en los Juegos Olímpicos de Vancouver 2010

| Evento                                                 | 2004-2005 | 2005-2006 | 2006-2007 | 2007-2008 | 2008-2009 | 2009-2010 |
| ------------------------------------------------------ | --------- | --------- | --------- | --------- | --------- | --------- |
| Juegos Olímpicos de Invierno                           |           | 5ª        |           |           |           | 3ª        |
| Campeonato Mundial                                     | 11.ª      | 7ª        | 10.ª      | 5ª        | 2ª        |           |
| Campeonato de los Cuatro Continentes                   |           |           | 3ª        | 2ª        | 2ª        |           |
| Campeonato Nacional de Canadá                          | 1ª        | 1ª        | 1ª        | 1ª        | 1ª        | 1ª        |
| Final del Grand Prix de patinaje artístico sobre hielo | 3ª        |           |           |           | 4ª        | 5ª        |
| Skate Canadá                                           |           | 2ª        | 1ª        | 3ª        | 1ª        | 1ª        |
| Copa de China                                          | 3ª        |           |           |           |           | 3ª        |
| Trofeo Eric Bompard                                    | 1ª        | 4ª        | 4ª        |           | 1ª        |           |
| Copa de Rusia                                          |           |           |           | 3ª        |           |           |